# Luigi Schiavonetti
Luigi Schiavonetti (Bassano del Grappa, 1765 — Londres, 1810) est un graveur de reproduction italien, principalement actif en Angleterre.

## Biographie
Luigi Schiavonetti naît à Bassano del Grappa, en Vénétie, le 1er avril 1765,,.
Son père est papetier, mais Luigi, ayant dès son plus jeune âge montré un talent pour le dessin, est placé pendant trois ans comme apprenti de Giulio Golini, à l'âge de treize ans,,. Il se tourne vers la gravure, et l'une de ses estampes, Holy Family, d'après une gravure de Barto Corri, elle-même d'après un tableau de Carlo Maratti, lui vaut d'être employé par le comte Remaudini. Il est ensuite engagé par Gaetano Testolini, un graveur assez quelconque, pour réaliser des imitations des œuvres de Francesco Bartolozzi, qu'il fait passer pour siennes,,,. En 1790, Testolini est invité par Bartolozzi à le rejoindre en Angleterre ; ayant découvert que Schiavonetti, qui l'accompagne, est l'auteur des plaques en question, Bartolozzi l'engage et Schiavonetti devient un graveur éminent tant au trait qu'au pointillé, auxquels s'allie une grande liberté d'exécution : il s'améliore en effet considérablement grâce aux instructions et aux conseils de l'éminent graveur et se met à son compte,,,.

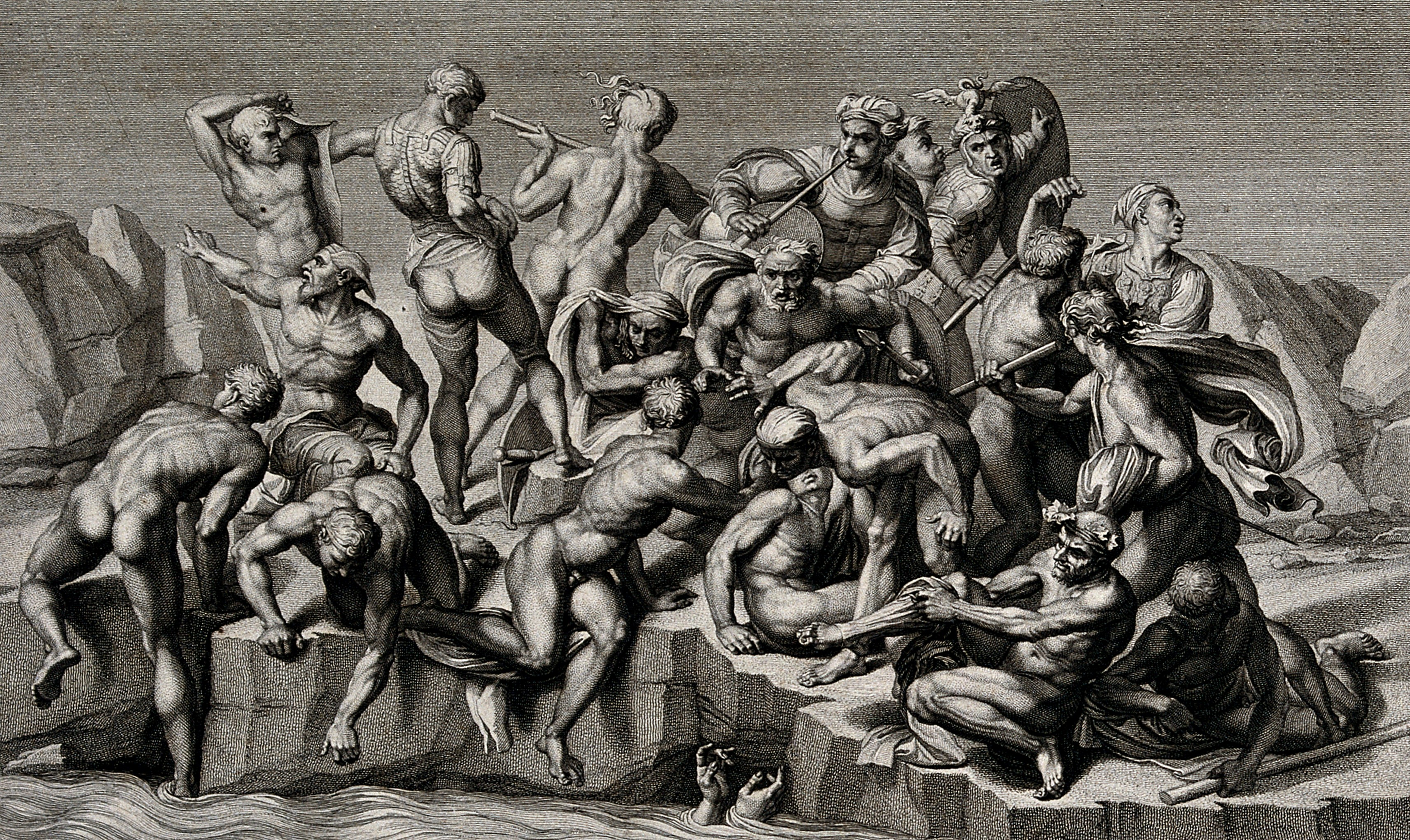
La Bataille de Cascina, d'après Michel-Ange (1808, Wellcome Collection).

Parmi ses premières œuvres, on trouve quatre planches de sujets de la Révolution française, d'après Charles Benazech. Schiavonetti grave un dessin de Maria Cosway que son mari, l'artiste Richard Cosway, avait dessiné. Il a également gravé un portrait que Maria Cosway avait commandé et qui était le premier portrait de Napoléon vu en Grande-Bretagne. Il est aussi connu pour un Mater Dolorosa d'après Antoine van Dyck et le carton de Michel-Ange sur la bataille de Cascina représentant la Surprise des soldats sur les rives de l'Arno.
À partir de novembre 1786, il participe comme beaucoup de graveurs à la Boydell Shakespeare Gallery, une entreprise éditoriale et une galerie d'art fondée par le marchand d'estampes John Boydell, qui souhaite développer une école anglaise de peinture d'histoire. Pour ce projet, il grave plusieurs scènes d'œuvres de William Shakespeare d'après des tableaux d'artistes également engagés par Boydell.
De 1805 à 1808, il est engagé pour graver des dessins de William Blake destinés à une réédition du Tombeau (de 1743) du poète Robert Blair, qui, avec un portrait de l'artiste gravé par Schiavonetti d'après Thomas Phillips, ont été publiés en 1808.
La gravure des Canterbury Pilgrims d'après Thomas Stothard est l'une de ses dernières œuvres, inachevée par lui mais finalisée par James Heath. Luigi Schiavonetti meurt en effet avant son terme le 7 juin 1810, dans le district londonien de Brompton. Il est enterré dans le cimetière de l'église de Paddington,.

## Œuvres
Parmi ses œuvres les plus importantes,, :
- Mater Dolorosa et Dead Christ d'après Antoine van Dyck ainsi qu'un portrait de ce peintre dans le style de Paris ;
- Surprise of the Soldiers on the Banks of the Arno, d'après le carton de Michel-Ange ;
- Un portrait de Nicolaes Berchem, d'après Rembrandt[b]
- Marriage at Cana d'après Giovanni Antonio Pellegrini ;
- Quatre planches d'événements de la vie de Louis XVI, roi de France, d'après Charles Benazech ;
- Landing of the British Troops in Egypt, d'après Philippe-Jacques de Loutherbourg ;
- Death of Tippoo Sahib, d'après Henry Singleton ;
- Death of General Wolfe, « tirée d'une gemme gravée par Marchant, dans l'édition originale imprimée privée du « Museum Worsleyanum[2] » » ;
- Pilgrimage to Canterbury, d'après Thomas Stothard, dont il avait terminé la gravure et les figures principales seulement au moment de sa mort, et qui a été terminée par son frère Niccolò puis par James Heath ;
- Death of Virginia, d'après Henry Tresham
- Queen Elizabeth, d'après Richard Westall
- Portrait of the Duke of York, d'après Josiah Boydell
- Queen of Prussia and her sister, d'après Tischbein[Lequel ?]

Œuvres de Schiavonetti pour la Boydell Shakespeare Gallery :
- Two Gentlemen of Verona, Act V, scene 3, d'après Angelica Kauffmann
- Troilus and Cressida, Act V, scene 2, d'après Angelica Kauffmann
- A Midsummer Night's Dream : Puck (Act II, scene 2), d'après Joshua Reynolds
- As You Like it : Act V, scene 4, d'après William Hamilton
- All's Well That Ends Well : Act II, scene 3, d'après Francis Wheatley
- King Lear : Act III, scene 4, d'après Robert Smirke

Luigi Schiavonetti a réalisé plusieurs gravures à partir des dessins de William Blake destinés à illustrer le poème de Blair The Grave (édition de 1808), auquel était adjoint son beau portrait de Blake à partir du tableau de Thomas Phillips (National Portrait Gallery).
Enfin il a aussi réalisé des gravures pour illustrer Italian School of Design d'Ottley ; Original Designs of the most celebrated Masters of the Bolognese, Roman, Florentine, and Venetian Schools de Chamberlaine ; Specimens of Antient Sculpture de la Société des Dilettanti et Cries of London de Wheatley.

Quelques gravures de Schiavonetti
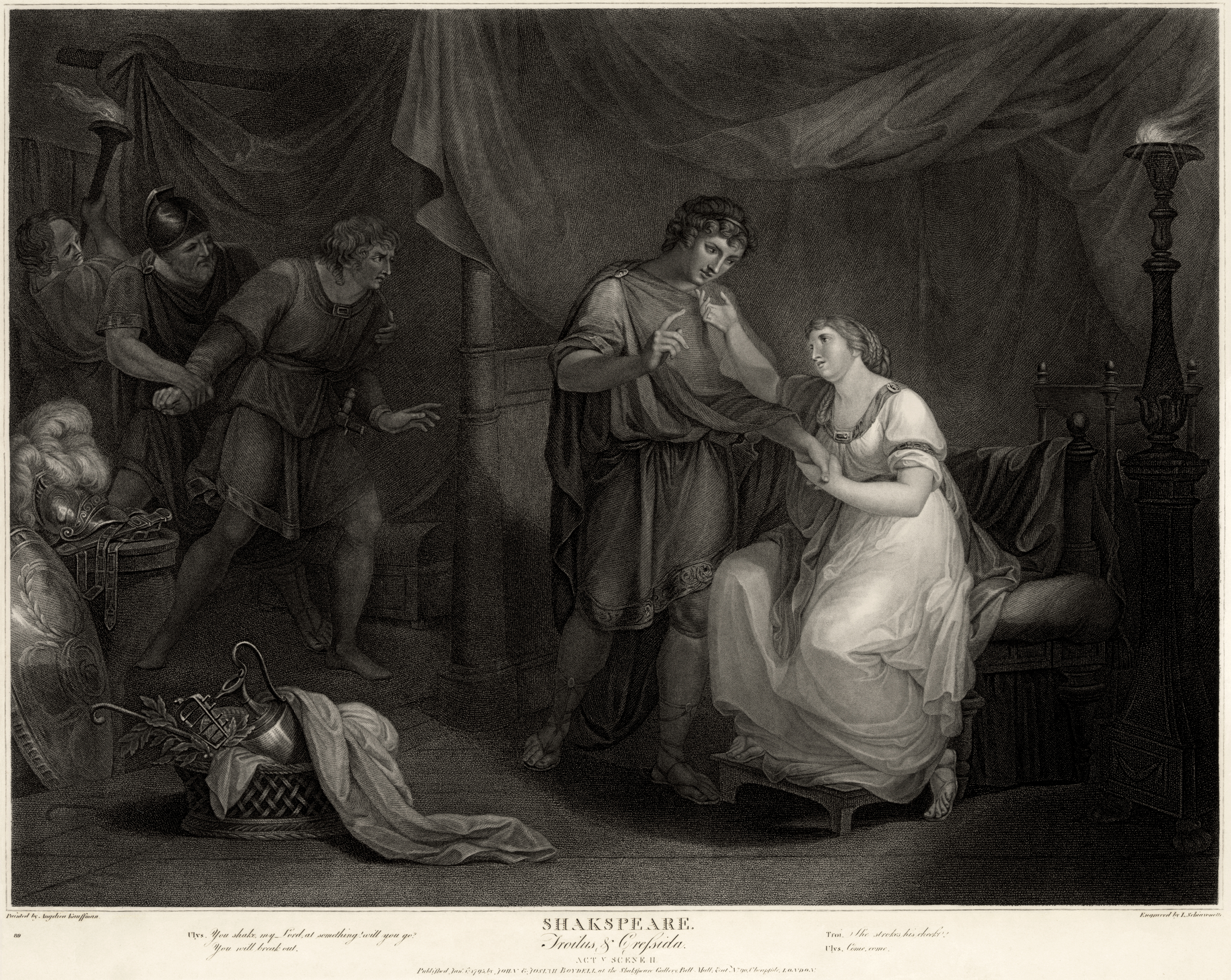
Troïlus et Cressida, Acte V, Scène II (1795). Gravure de Schiavonetti d'après le tableau d'Angelica Kauffmann (1789) destinée à l'édition illustrée de la Boydell Shakespeare Gallery en 1795.
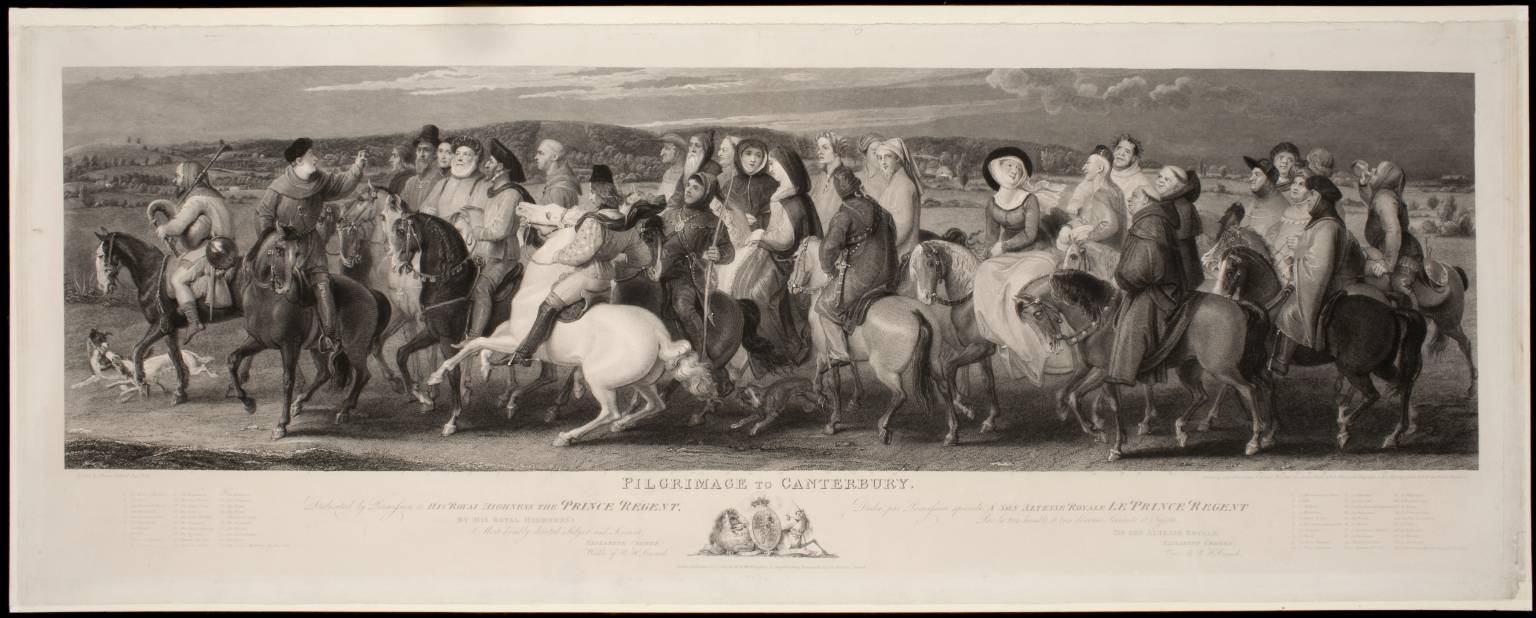
Pilgrimage to Canterbury (1809-1817, achevée par James Heath) d'après Thomas Stothard.
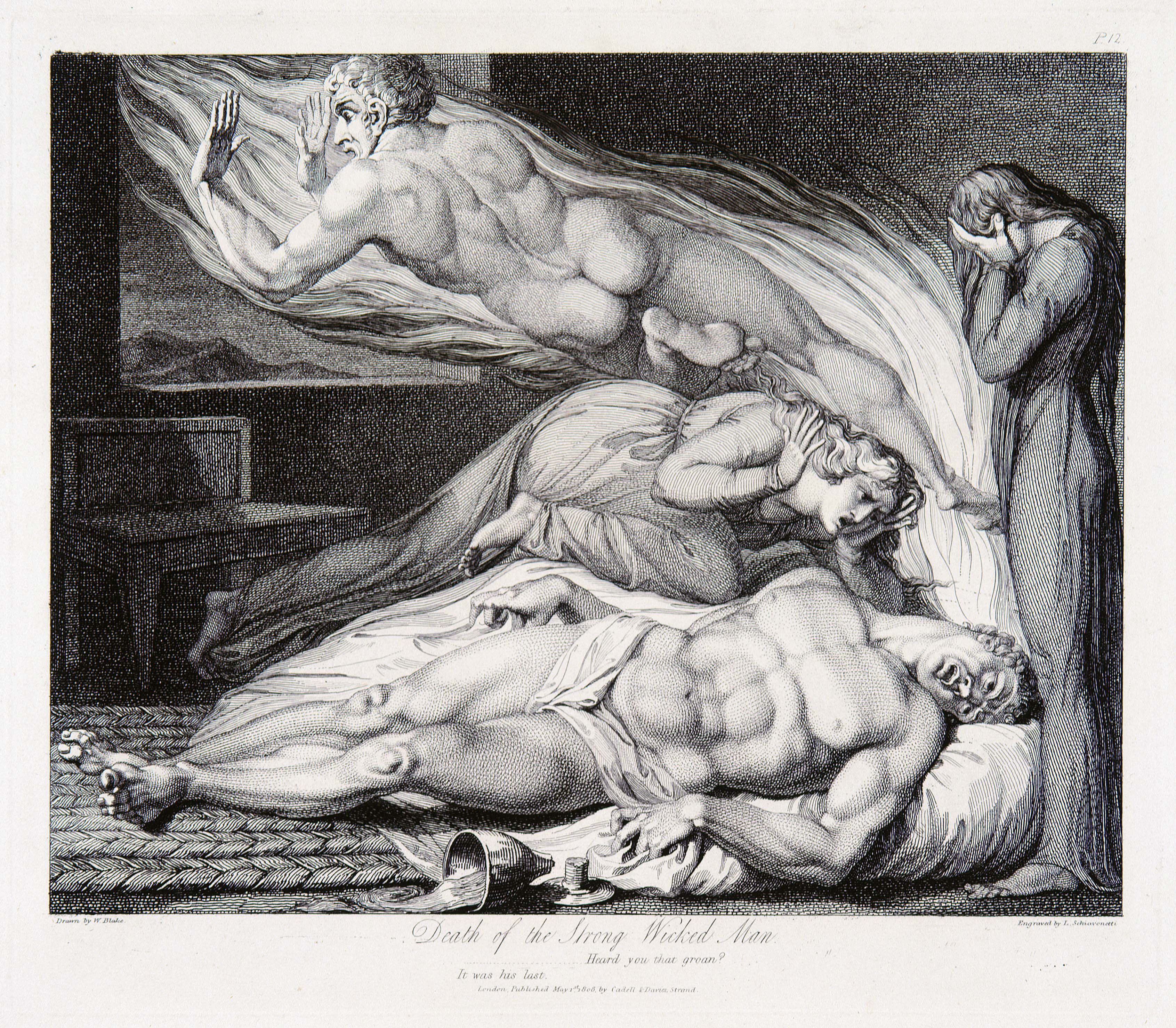
Death of the Strong Wicked Man (1808), l'une des gravures de Schiavonetti d'après William Blake pour Le Tombeau, de Robert Blair.